# Fredrik Reinfeldt
John Fredrik Reinfeldt (Haninge, 4 augustus 1965) is een Zweedse politicus. Hij is lid van de liberaal-conservatieve Gematigde Partij (Moderata samlingspartiet), waarvan hij tussen 2003 en 2015 tevens de politiek leider was. Van 2006 tot 2014 was Reinfeldt premier van Zweden.

## Carrière
Reinfeldt studeerde Handelswetenschappen aan de business school van Stockholm University. In 1991 werd hij voor het eerst verkozen als lid van het Zweedse parlement. Na de verkiezingsnederlaag in 1994 van de centrumrechtse regering, stelde Reinfeldt zich kritisch op tegenover partijleider Carl Bildt, wat leidde tot een isolatie binnen de partij. Na het aantreden van een nieuwe leider (Bo Lundgren) in 1999 en de dramatische verkiezingsnederlaag in 2002 kreeg Reinfeldt binnen de partij weer meer invloed. Op 25 oktober 2003 werd hij gekozen als leider van de Gematigde Partij, als opvolger van Lundgren. Onder Reinfeldts leiderschap verschoof de Gematigde Partij meer naar het centrum, en noemde de partij zichzelf Nieuwe Gematigden.

### Premierschap
Reinfeldt ging de parlementsverkiezingen van 2006 in als leider van de Alliantie voor Zweden (bestaande uit vier centrumrechtse partijen: de Gematigde Partij, de Centrumpartij, de Liberale Volkspartij en de Christendemocraten). Op 17 september 2006 won Reinfeldts alliantie deze verkiezingen. Dit was opmerkelijk, want de sociaaldemocraten van oud-premier Göran Persson hadden sinds 1932 op twee na alle verkiezingen gewonnen. Op 6 oktober 2006 presenteerde Reinfeldt zijn eerste kabinet. Met zijn toenmalige leeftijd van 41 jaar was hij de op twee na jongste persoon die premier van Zweden werd.
Na vier jaar regeren werd Reinfeldt bij de parlementsverkiezingen van 2010 rijkelijk beloond: de Gematigde Partij boekte tien zetels winst en werd groter dan ooit. Het was voor het eerst in de Zweedse geschiedenis dat een centrumrechtse premier werd herkozen. De Alliantie voor Zweden verloor echter wel haar meerderheid, waardoor Reinfeldt moest onderhandelen met andere partijen, zoals de sociaaldemocraten en de groene Milieupartij. Deze onderhandelingen liepen echter op niets uit, waarna Reinfeldt met de Alliantie een doorstart maakte als minderheidskabinet.
De verkiezingen van 2014 liepen voor Reinfeldt uit op een forse nederlaag. De premier, die een derde ambtstermijn ambieerde, zag zijn partij 23 zetels verlies lijden en verslagen worden door de sociaaldemocraten. Hierop kondigde Reinfeldt zijn vertrek aan als premier en partijleider. Als premier werd hij op 3 oktober 2014 opgevolgd door Stefan Löfven, terwijl het leiderschap van de Gematigde Partij in januari 2015 overgedragen werd aan Anna Kinberg Batra.

### Buitenlands beleid
Als een van Europa's nieuwe conservatieve leiders werd Reinfeldt gezien als een belangrijke bondgenoot van de Verenigde Staten. Zijn partij is lid van de conservatieve International Democrat Union, evenals de Republikeinse Partij uit de Verenigde Staten en de Conservative Party uit het Verenigd Koninkrijk, alhoewel de Gematigde Partij een wat liberaler beleid heeft dan deze twee partijen. Gedurende de Amerikaanse presidentsverkiezingen van 2000 was Reinfeldt in de Verenigde Staten om campagne te voeren voor George W. Bush. Tijdens de Amerikaanse presidentsverkiezingen van 2004 steunde Reinfeldt Bush opnieuw, maar bij de Amerikaanse presidentsverkiezingen van 2008 ging de voorkeur van Reinfeldt uit naar de Democraat Barack Obama.
De Gematigde Partij heeft een sterk pro-EU beleid, zoals de steun voor de invoering van de Euro, en het toetreden van Zweden tot de NAVO. Reinfeldt was verder tegen een tijdschema voor de terugtrekking van Amerikaanse soldaten uit Irak, want volgens hem zou de Iraakse regering hierover het laatste woord moeten hebben.
In 2007 bracht Reinfeldt een bezoek aan de Verenigde Staten, waar hij onder andere president George W. Bush, de gouverneur van Californië Arnold Schwarzenegger en de secretaris-generaal van de Verenigde Naties, Ban Ki-moon ontmoette. Tijdens zijn bezoek aan Bush kwamen onderwerpen als klimaatverandering en vrije handel aan de orde.

## Publieke opinie
Reinfeldt wordt weleens vergeleken met David Cameron, aangezien hij ook een rechtse partij deed opschuiven naar het centrum. Ook werd hij vergeleken met Bill Clinton, en diens vrouw met Hillary Clinton. Hij wordt gezien als een communitarist. Volgens een onderzoek van een Zweedse peilingsinstituut was Reinfeldt in 2006 de "meest gewilde man van Zweden". De populariteit van Reinfeldt bereikte in december 2006 een hoogtepunt: 57% van de Zweden vond dat Reinfeldt zijn werk goed deed. In november 2008 was dit percentage gedaald naar 49%, tegenover 34% voor oppositieleidster Mona Sahlin.
Reinfeldt staat bekend als een beheerst en harmonieus persoon die zelden zijn emoties toont in de media, in tegenstelling tot zijn voorganger Bo Lundgren. De premier wordt omschreven als "een heer, peinzend en een goede luisteraar". Zijn "coole, soft-sprekende benadering" wordt door vele Zweden erg gewaardeerd.
Afgezien van de persoonlijke opiniepeilingen was de tevredenheid van de regering-Reinfeldt onder de Zweedse bevolking 55% in december 2008, het hoogste percentage voor enig Zweeds kabinet sinds oktober 2003. Daar stond tegenover dat de steun voor een sociaaldemocratische regering rond de 34% was; een daling van twee procent sinds november 2008.
- Gemeinsame Normdatei: 132366649
- International Standard Name Identifier: 0000 0000 7875 8314
- Library of Congress Control Number: no2006076641
- Parlement.com: vhyzn0p8icz7
- LIBRIS: 202057
- Système universitaire de documentation: 140279946
- Virtual International Authority File: 3631402
- WorldCat: E39PBJk4JdT6qP6gdpdQC6JhpP